# Ariadna Tucker
Ariadna Tucker Alarcón (Valencia, 14 de noviembre de 2004) es un deportista española que compite en esgrima, especialista en la modalidad de florete. Es hija del esgrimidor cubano Rolando Tucker, quien también es su entrenador.
Ganó una medalla de bronce en el Campeonato Europeo de Esgrima de 2025, en la prueba por equipos.
Aunque nació en España, reside en Estados Unidos desde los 10 años. Entrena y estudia en la Universidad de Notre Dame de Indiana.

## Palmarés internacional
| Campeonato Europeo | Campeonato Europeo | Campeonato Europeo | Campeonato Europeo  |
| Año                | Lugar              | Medalla            | Prueba              |
| ------------------ | ------------------ | ------------------ | ------------------- |
| 2025               | Génova (Italia)    | Medalla de bronce  | Florete por equipos |